# Ekstradycja (powieść)
Ekstradycja – polski thriller prawniczy autorstwa Remigiusza Mroza. Powieść jest jedenastą częścią serii o adwokat Joannie Chyłce i Kordianie Oryńskim. Została wydana nakładem wydawnictwa Czwarta Strona w 2020 roku.

## Fabuła
Za Chyłką wystawiono Europejski Nakaz Aresztowania. Oryński przyjmuje sprawę człowieka, który wybudził się po śpiączce, oskarżonego o to, że wtargnął do jednej z restauracji na Powiślu i zastrzelił trzy osoby. Oskarżony nie pamięta niczego, co wydarzyło się przed tym, zanim znalazł się w stanie wegetatywnym, oprócz tego, że ma dla Oryńskiego wiadomość od Chyłki.

## Odbiór
Powieść zdobyła średnią ocenę 7.5/10 na portalu Lubimy Czytać, przy 6536 ocenach. Użytkownicy strony napisali ponad 500 opinii o książce.